# Kalevi Hämäläinen
Kalevi Nikolai Hämäläinen (Juva, 13 december 1932 - aldaar, 10 januari 2005) was een Fins langlaufer.

## Carrière
Hämäläinen nam driemaal deel aan de Olympische Winterspelen. Tijdens de editie van 1960 won Hämäläinen de gouden medaille op de langste afstand de 50 kilometer. In 1958 werd Hämäläinen wereldkampioen op de 30 kilometer. Hämäläinen heeft zich geprobeerd te kwalificeren voor de winterspelen van 1968, maar hij werd niet geselecteerd door de Finse bond.

## Belangrijkste resultaten

#### Olympische Winterspelen
| Editie | Plaats            | Resultaten        |
| ------ | ----------------- | ----------------- |
| 1956   | Cortina d'Ampezzo | 20e 30 km         |
| 1960   | Squaw Valley      | 12e 30 km · 50 km |
| 1964   | Innsbruck         | 16e 50 km         |

### Wereldkampioenschappen langlaufen
| Jaar | Plaats            | Resultaten        |
| ---- | ----------------- | ----------------- |
| 1956 | Cortina d'Ampezzo | 20e 30 km         |
| 1958 | Lahti             | 30 km             |
| 1960 | Squaw Valley      | 12e 30 km · 50 km |
| 1962 | Zakopane          | 50 km             |
| 1964 | Innsbruck         | 16e 50 km         |